# Ludovico Pozzoserrato
Ludovico Pozzoserrato, italianizzazione di Lodewijk Toeput (Anversa o Malines, 1550 circa – Treviso, 1604 o 1605), è stato un pittore fiammingo naturalizzato italiano, attivo in Veneto ed in particolar modo a Treviso.

## Biografia
Giunse nella città veneta nel 1582 dopo aver girato l'Italia passando da Anversa a Venezia, Firenze, Roma e ancora a Venezia ed è considerato il principale esponente dell'arte locale di fine Cinquecento. Van Mander nel suo Schilder-Boeck (il Libro della Pittura) ne loda il vigore nei paesaggi e nelle composizioni. Alcune opere sono conservate nei Musei civici di Treviso, mentre numerose altre tele e affreschi si trovano nelle principali chiese della Marca, come a Montebelluna, presso la Chiesa di San Biagio detta di Mercato Vecchio (opera attribuita), e a Conegliano, dove affrescò tutta la facciata esterna del Duomo dell'Annunziata.

## Opere
- L'Annunciazione, Duomo di Conegliano
- Incendio di Palazzo Ducale, 1577-78, Museo Civico, Treviso
- Concerto all'aperto, Museo Civico, Treviso
- Banchetto nel giardino della villa, Collezione privata
- Ritratto di podestà, 1600 ca., Galleria Franchetti, Venezia
- La pesca miracolosa, Ermitage, San Pietroburgo[1]
- Ritratto di gentiluomo nello studio, Museo Civico, Treviso
- Paesaggio Con Il Noli Me Tangere, Galleria Colonna, Roma

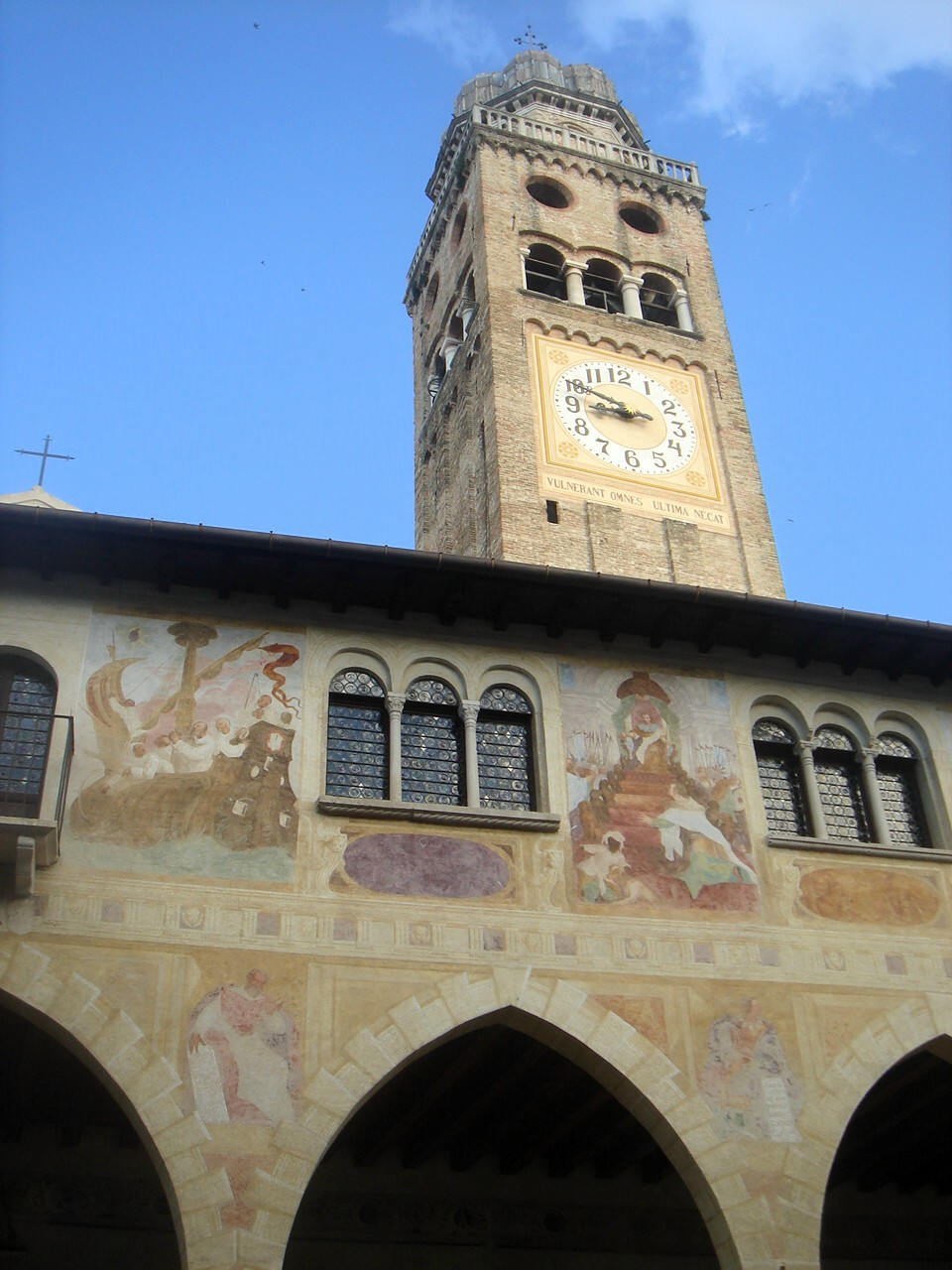
Affreschi del Duomo di Conegliano
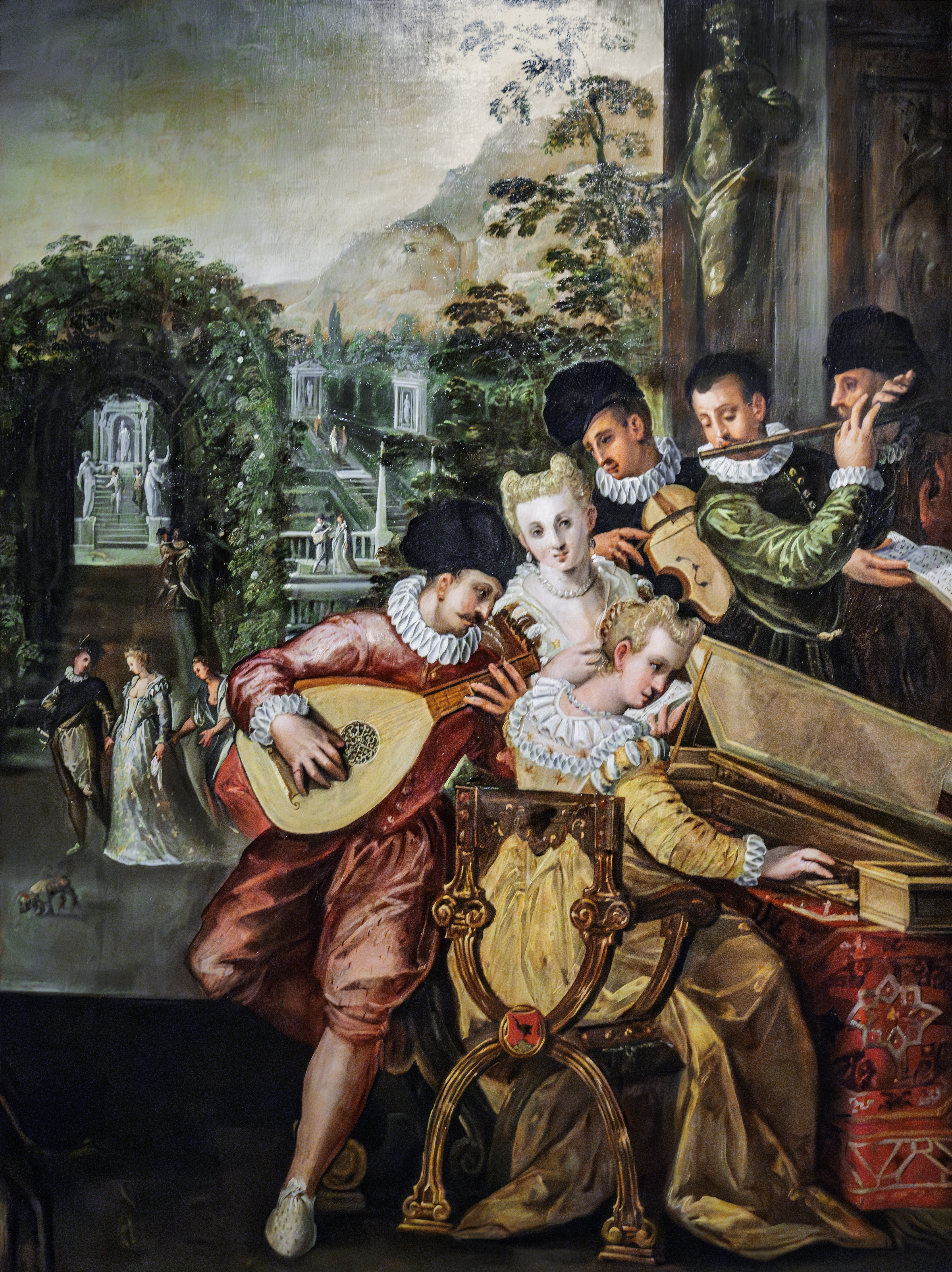
Concerto all'aperto' - Museo Civico Santa Caterina Treviso
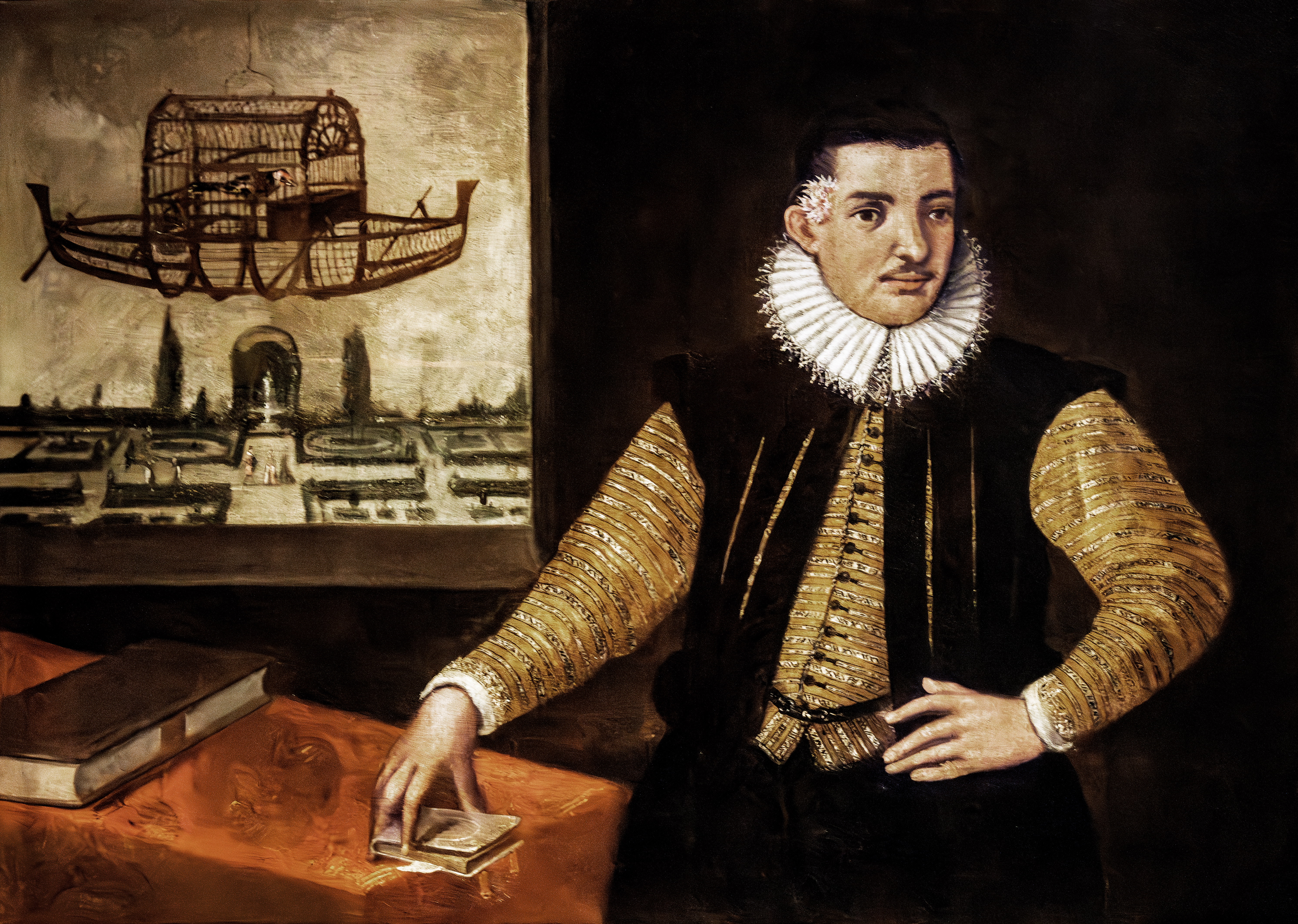
Ritratto di un gentiluomo nello studio - Museo Civico Santa Caterina Treviso
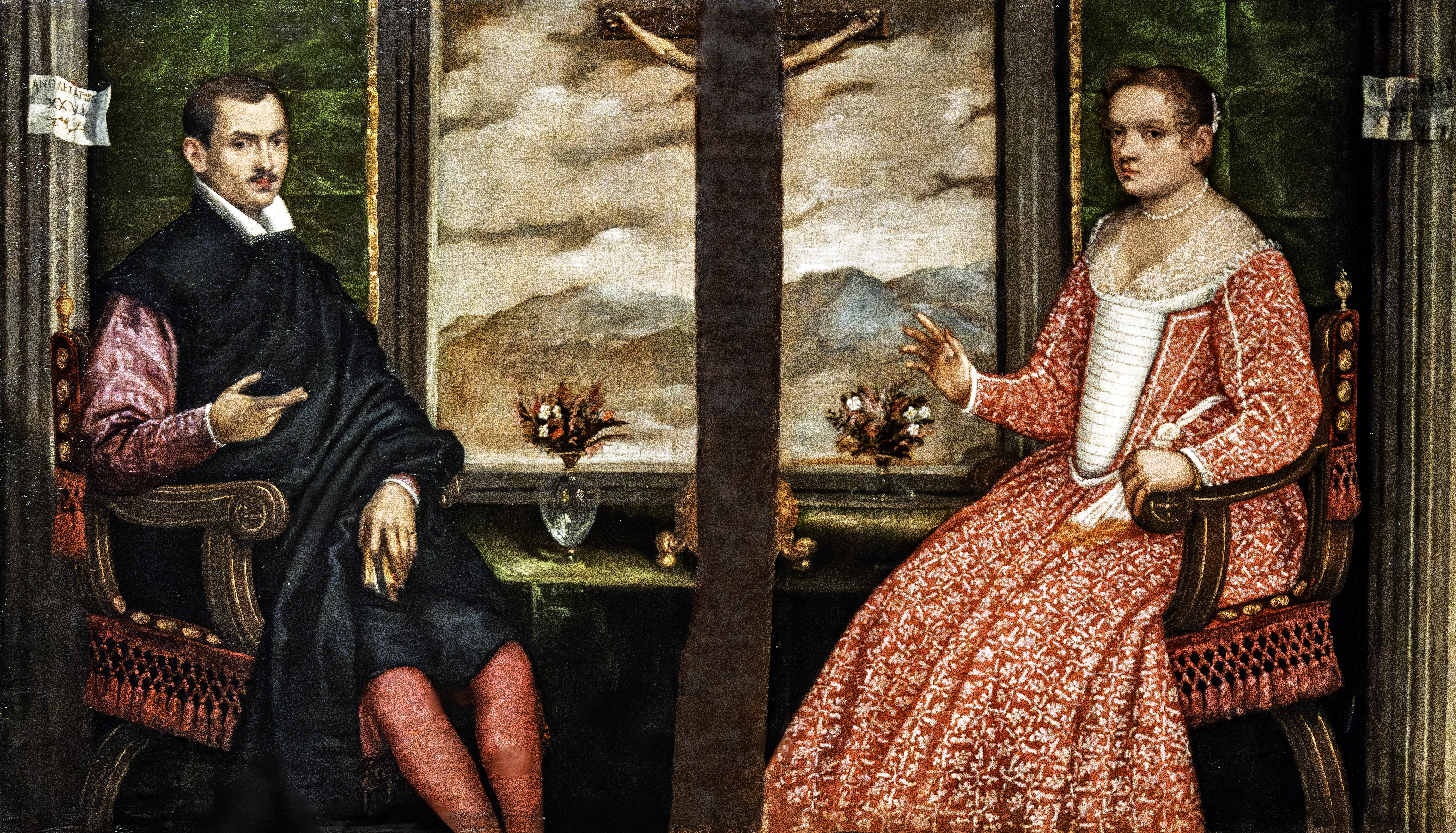
Ritratto di giovani sposi - Museo Civico Santa Caterina Treviso
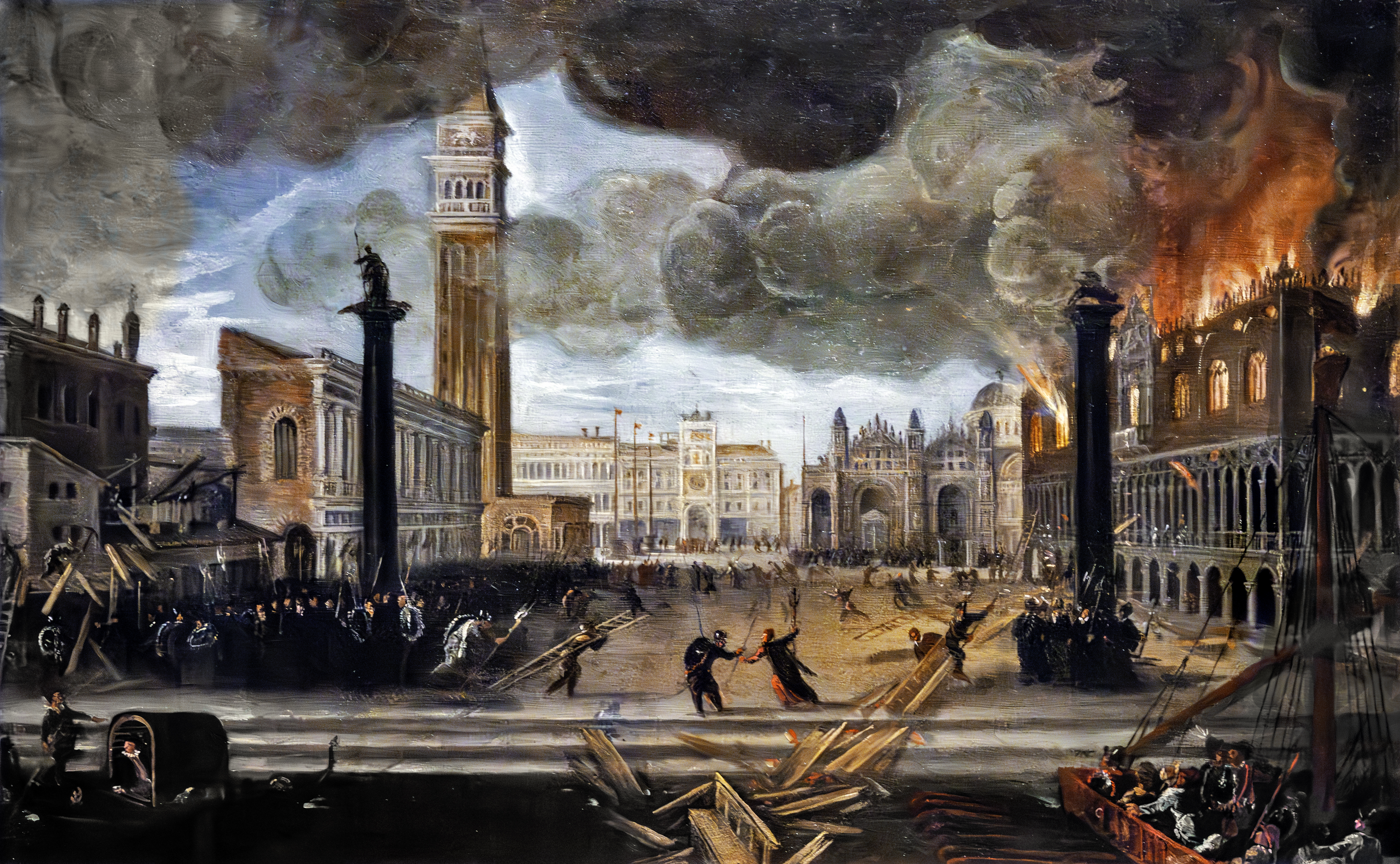
L'incendio a Palazzo Ducale - Museo Civico Santa Caterina Treviso